# Teatro Akropolis
Il Teatro Akropolis è un teatro italiano con sede a Genova.
È fra le istituzioni culturali finanziate dal MiBAC, dalla Regione Liguria e dal Comune di Genova. Oltre al cartellone teatrale, organizza annualmente il festival internazionale Testimonianze ricerca azioni, sovvenzionato dal Ministero dei Beni Culturali, giunto alla XIV edizione.
La direzione artistica della compagnia e del teatro è di Clemente Tafuri.

## Storia

Il logo del teatro

Teatro Akropolis nasce nel 2001 come compagnia WalterSteiner con lo scopo di promuovere la ricerca nelle arti performative e in particolare lo studio delle "origini preletterarie del teatro". Fra le produzioni originali incentrate su questi temi: La Trilogia su Friedrich Nietzsche (2013), Morte di Zarathustra (2016), Pragma. Studio sul mito di Demetra (2018) e Apocatastasi (2022). All'inizio del 2010, il Comune di Genova e il Municipio Medio Ponente affidano alla compagnia la gestione di uno dei locali del complesso scolastico Gramsci-Volta, edificato nel 1979 nella via intitolata a Mario Boeddu. La sala viene interamente riadattata e convertita in un teatro in grado di accogliere diverse forme di creatività scenica, dalla rappresentazione tradizionale, alla danza, alla performance.
Oltre alla gestione del cartellone, il teatro organizza annualmente il festival internazionale Testimonianze ricerca azioni, che ospita cicli di spettacoli, laboratori e seminari e che, tramite la casa editrice AkropolisLibri, pubblica volumi sulla ricerca teatrale. All'interno del festival si tiene inoltre nel 2017 la rassegna-convegno Ivrea Cinquanta sulla neoavanguardia italiana - da Carmelo Bene a Carlo Quartucci, da Mario Ricci a Giuliano Scabia, da Leo de Berardinis a Eugenio Barba - finanziata dalla Fondazione Palazzo Ducale, dal comune di Genova e col patrocinio delle Università di Genova e di Bologna. Il teatro è inoltre sede di attività di formazione.
Nel 2017 il Teatro Akropolis è stato insignito del Premio Ubu nella categoria progetti speciali. Nel 2021 ha ricevuto il Premio Hystrio e nel 2022 è stato finalista del Premio Internazionale Ivo Chiesa. Nel 2022 il docufilm La parte maledetta prodotto Teatro Akropolis è stato presentato alla Biennale di Venezia, nell'ambito del Premio Cinema&Arts.
A conclusione di un importante intervento di riqualificazione finanziato da fondi pubblici, nel 2022 il teatro è stato interamente ristrutturato introducendo una struttura modulare di gradinata e quinte, mentre la tribuna è stata progettata dallo scenografo Dino Serra, già premio Ubu.
Nel solco della ricerca sul rapporto fra azione e teatro contemporaneo, nel 2023 il cartellone primaverile del Teatro Akropolis viene dedicato al teatro di performance e danza.
Con le altre principali sale cittadine, dal 2011 fa parte del progetto Genovateatro del Comune di Genova.

## Descrizione
La sala, ristrutturata prima nel 2010 e poi nel 2022, dispone di 200 posti con un ampio palco all'italiana. Con un sistema modulare, la platea può essere portata a 100 posti e il palcoscenico di conseguenza incrementato in dimensioni per assecondare le necessità sceniche.

## Galleria d'immagini

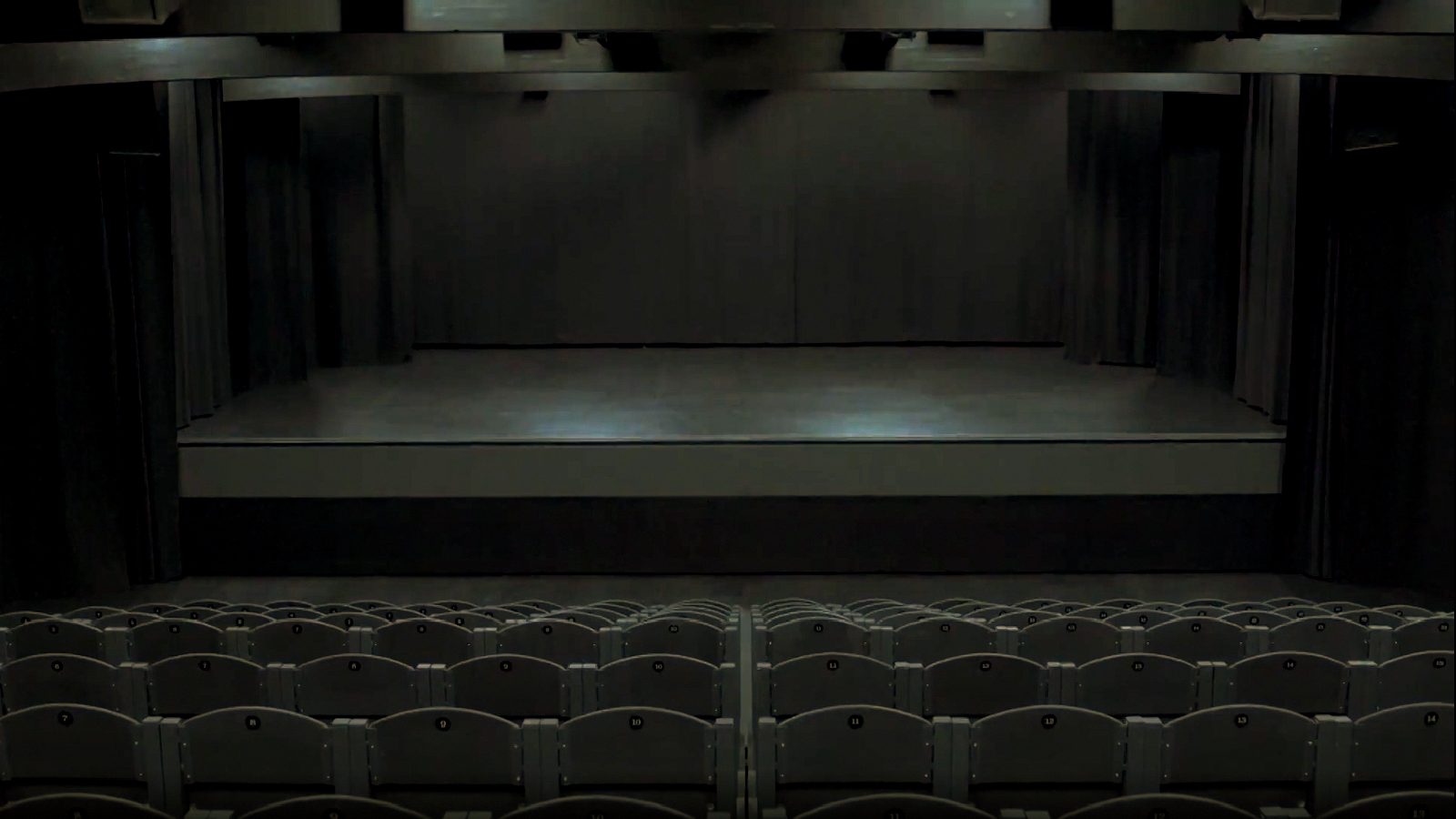
Il palco del teatro visto dalla platea
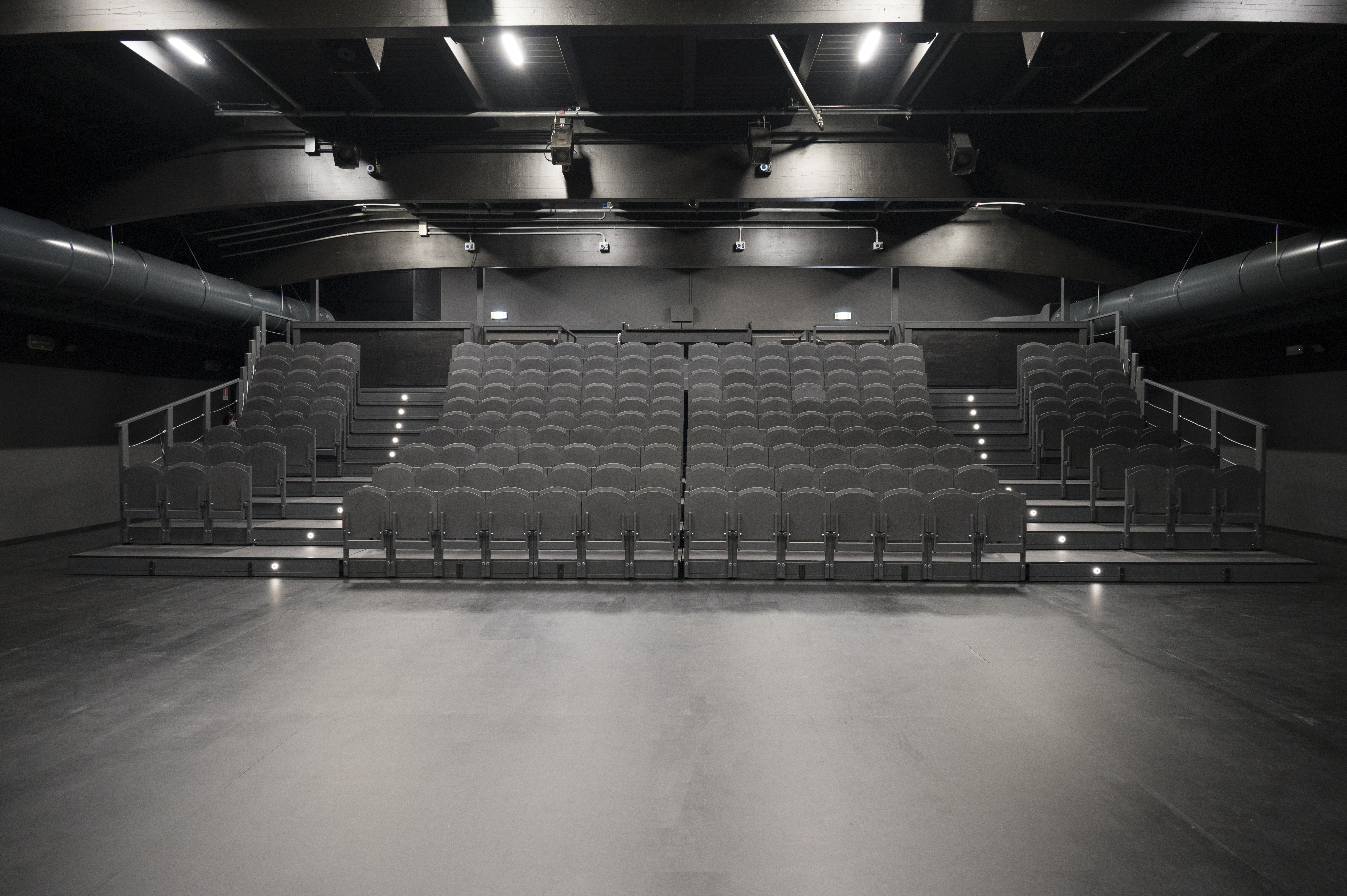
La gradinata nella versione modulare a 100 posti
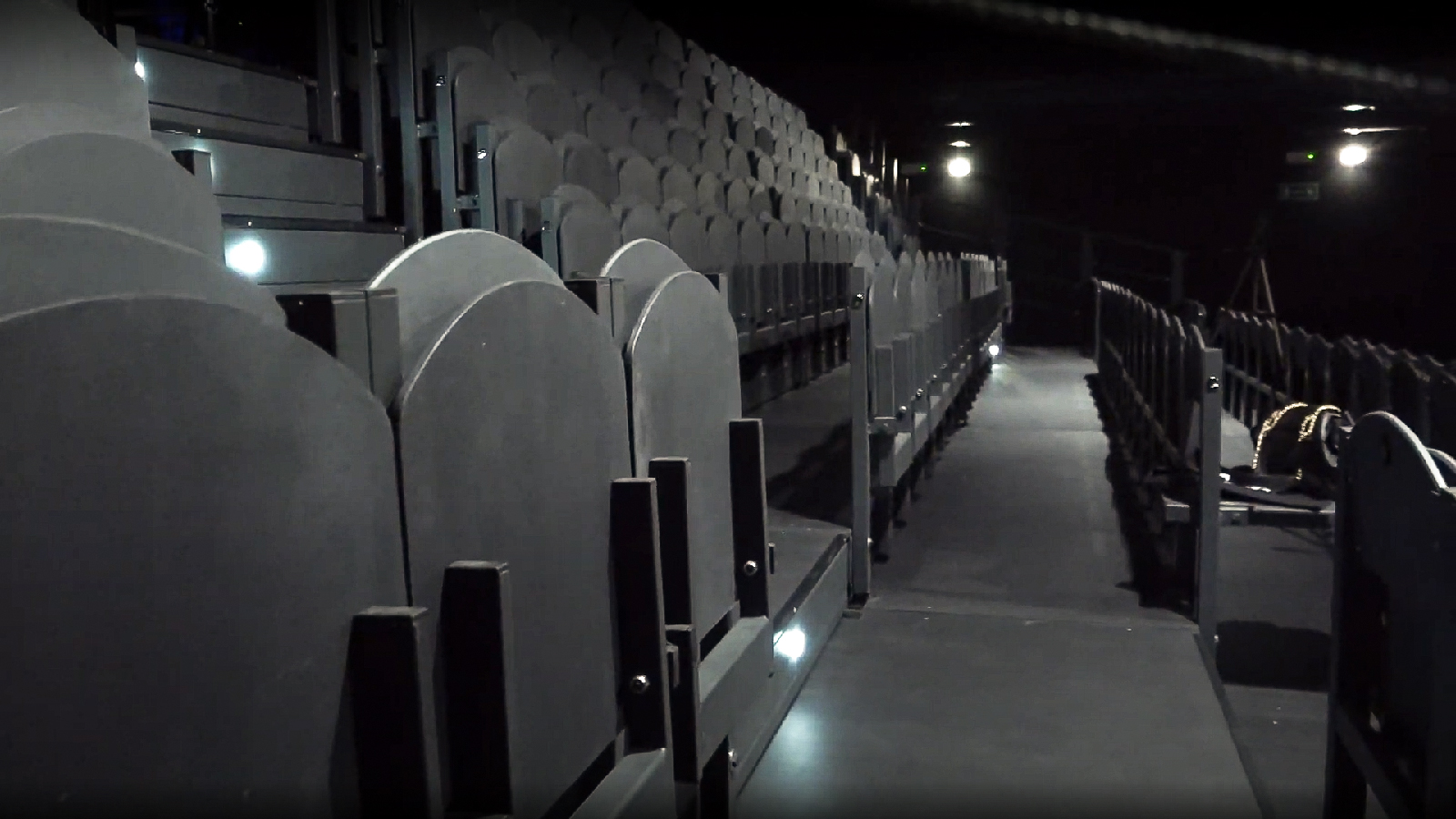
Un particolare della platea modulare